# Michael Kiesling

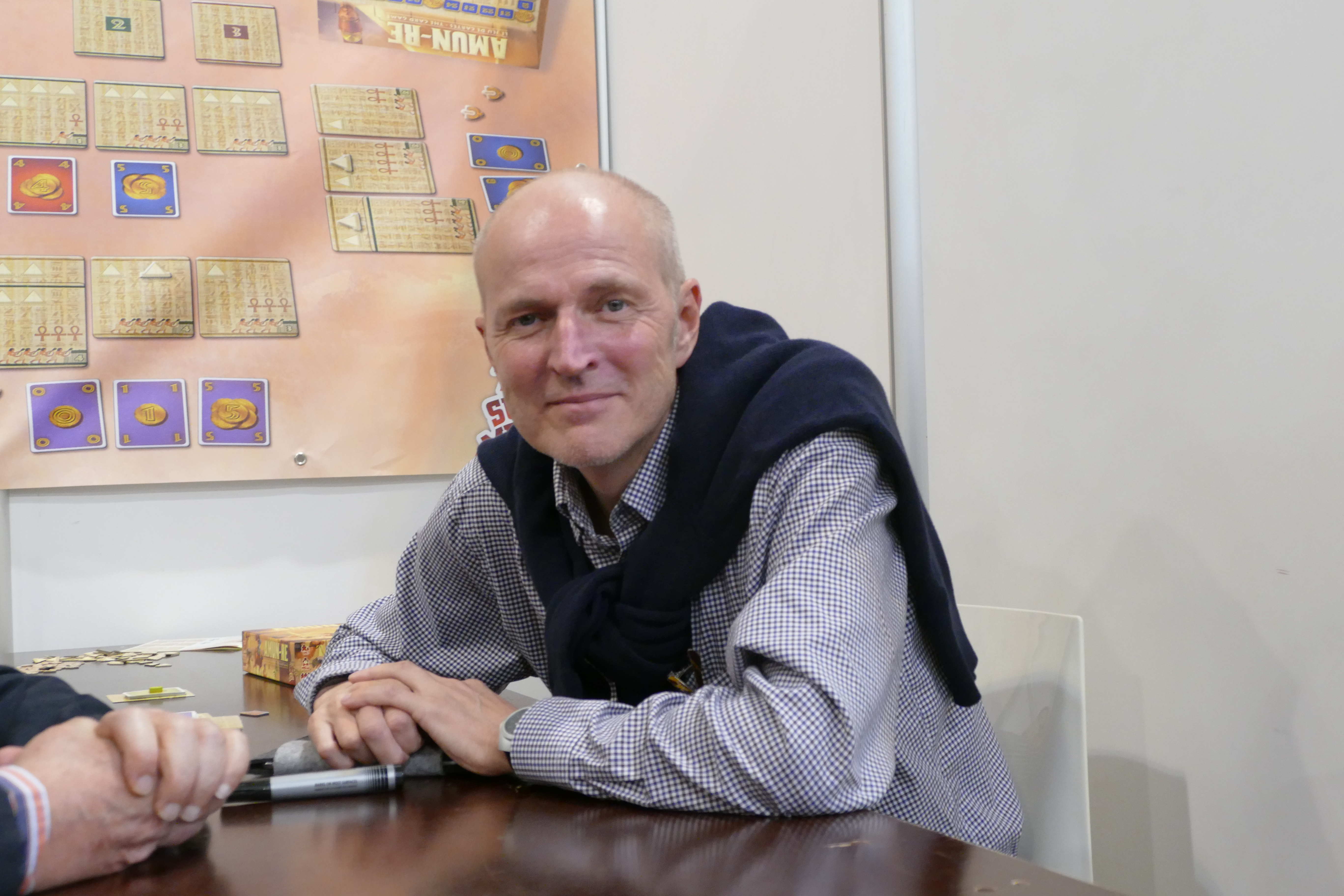
Michael Kiesling auf der Spiel 2017 in Essen

Michael Kiesling (* 1957 in Bremen) ist ein deutscher Spieleautor und Geschäftsführer einer Softwarefirma in Bremen. Allein und gemeinsam mit Wolfgang Kramer entwickelte er seit 1995 zahlreiche Spiele, von denen einige ausgezeichnet wurden. Zuletzt wurde das von ihm 2017 entwickelte Spiel Azul Spiel des Jahres 2018.

## Biografie
Kiesling arbeitete elf Jahre bei der Deutschen Telekom. 1986 begann er in Bremen Elektro- und Automatisierungstechnik auf dem zweiten Bildungsweg zu studieren. 1989 schloss er das Studium als Diplomingenieur ab. Er gründete 1995 den eigenen Spieleverlag 1 × 1 Spiele, den er jedoch nach nur vier Monaten wieder schließen musste. Er hat die meisten Spiele seit 1995 gemeinsam mit Wolfgang Kramer entwickelt. Diese Zusammenarbeit geschieht jedoch nur telefonisch und per E-Mail, beide sahen sich bis 1997 nur einmal auf der Spielemesse in Essen 1997 und hatten bis dahin noch nie ein Spiel gemeinsam am Tisch gespielt. 2007 hat Kiesling mit Wikinger wieder ein Spiel ohne Kramer veröffentlicht. Dieses Spiel erreichte den dritten Platz beim Deutschen Spielepreis 2007.

## Spielografie
| - 1995: Familie Mogelei, 1 × 1 Spiele - 1995: Zündstoff, 1 × 1 Spiele - 2007: Wikinger, Hans im Glück - 2013: Sanssouci, Ravensburger - 2017: Azul, Plan B Games - 2017: Riverboat (Lookout Spiele) - 2018: Azul - Die Buntglasfenster von Sintra, Plan B Games - 2019: Miyabi, Haba - 2019: Azul - Der Sommerpavillon, Plan B Games - 2021: Azul - Die Gärten der Königin, Plan B Games - 2022: Azul - Chocolate Edition, Plan B Games Gemeinsam mit Reinhard Staupe - 2014: 7 Steps, Kosmos - 2021: The Border, NSV Gemeinsam mit Andreas Schmidt - 2017: Heaven & Ale, eggertspiele | Gemeinsam mit Wolfgang Kramer - 1997: Haste Worte?, F.X. Schmid - 1998: Pepper F.X. Schmid - 1998: Jump! eg-Spiele - 1998: Der dreizehnte Holzwurm, Queen Games - 1999: Tikal, Ravensburger - 1999: Evergreen, Goldsieber - 1999: Torres, FX/Ravensburger - 2000: Java, Ravensburger - 2002: Mexica, Ravensburger - 2002: Pueblo, Ravensburger - 2004: Raja, Phalanx Games - 2004: Versunkene Stadt, Clementoni - 2005: Australia, Ravensburger - 2005: Verflixxt!, Ravensburger - 2006: Bison, Phalanx Games - 2006: Celtica, Ravensburger - 2007: Trapper, Clementoni - 2008: Cavum, Quined Games / White Goblin Games - 2008: Der Schwarm, Kosmos - 2009: Einauge sei wachsam, Amigo - 2010: Tikal II, Gameworks - 2010: Asara, Ravensburger - 2012: Die Paläste von Carrara, Hans im Glück - 2013: Nauticus Kosmos - 2014: Abluxxen, Ravensburger - 2015: Abenteuerland, Haba - 2020: Paris, Game Brewer - 2021: Savannah Park, Deep Print Games - 2021: Die wandelnden Türme, Abacusspiele - 2022: Caldera Park, Deep Print Games |

## Auszeichnungen
| - Deutscher Spielepreis - 1999 für Tikal - 2000 Platz 2 für Torres - 2001 Platz 9 für Java - 2002 Platz 5 für Mexica, Platz 8 für Pueblo - 2004 Platz 7 für Raja - 2005 Platz 10 für Verflixxt - 2007 Platz 3 für Wikinger - 2014 Platz 1 für Abluxxen - Spiel der Spiele - 2002 für Pueblo - Spiele-Hit Familienspiel 2005 für Verflixxt - Spiel der Spiele 2014 für Abluxxen - Spiele-Hit Familienspiel 2016 für Abenteuerland | - Spiel des Jahres - 1999 für Tikal - 2000 für Torres - Nominiert 2004 Raja - Empfehlungsliste 2007 für Versunkene Stadt - Nominiert 2005 Verflixxt - Empfehlungsliste 2007 für Wikinger - Empfehlungsliste 2007 für Einauge sei wachsam - Empfehlungsliste 2014 für Sanssouci - 2018 für Azul - Kennerspiel des Jahres - Nominiert 2018 Heaven & Ale, eggertspiele | - International Gamers Award - 2000 für Tikal - 2013 für Die Paläste von Carrara - 2014 für Abluxxen - Niederländischer Spielepreis - 2004 für Raja: Palastbau in Indien - 2016 für Abenteuerland - 2018 für Azul - 2023 für Die wandelnden Türme - Schweizer Spielepreis 2005 für Verflixxt - Essener Feder 2014 für Abluxxen - À-la-carte-Kartenspielpreis 2014 für Abluxxen - MinD-Spielepreis 2018 für Azul |